# Festival international du film fantastique de Yubari
 (août 2020).
Le Festival international du film fantastique de Yubari (ゆうばり国際ファンタスティック映画祭 Yūbari kokusai fantasutikku eiga sai) est un festival de cinéma qui se tient annuellement au mois de février à Yubari (sous-préfecture de Sorachi), sur l'île d'Hokkaidō au Japon, depuis 1990.

## Histoire
Le festival a été créé peu après la fermeture de la dernière mine de charbon de la région afin de revitaliser l'économie locale. Une compétition officielle internationale s'y tient en parallèle avec une autre réservée aux réalisateurs japonais. Jon Voight et sa fille, Angelina Jolie, ont été les invités d'honneur de la première édition et, en 1993, Quentin Tarantino a écrit une partie du scénario de Pulp Fiction dans sa chambre d'hôtel pendant qu'il assistait au festival. Il a d'ailleurs nommé un personnage de Kill Bill, Gogo Yubari, d'après le nom de la ville. Le festival a été annulé en 2007 en raison des difficultés financières éprouvées par la ville mais il a repris l'année suivante grâce au soutien de plusieurs sponsors. Néanmoins, la compétition internationale doit être abandonnée.
La 32e édition du Festival international du film fantastique de Yubari se tiendra du 28 juillet au 1er août 2022.
Un nouveau système de bourses sera mis en place en 2023 (supprimé unilatéralement sur le site officiel le 22 novembre 2024),.
En 2024, Yubari Fanta, l'association à but non lucratif en charge de l'organisation, a annoncé la suspension de ses activités en raison de la révélation de prix impayés datant d'avant 2023,. L'Association des bénévoles de Yubari a déclaré que Kei Nakata en serait le représentant. L'événement se tiendra dans deux lieux géographiquement distincts : l'Hostel Himawari à Yubari et l'Hôtel Paradise Hills à Kuriyama Onsen, dans la ville de Kuriyama. La mairie de Yubari a décidé de ne pas accepter les demandes de parrainage (nominal) pour le Festival international du film fantastique de Yubari. Elle a informé les organisateurs de l'événement, sans fournir de présentation générale du projet et sans préciser qui était le représentant de l'organisation, notamment ses réalisations et responsabilités passées. L'organisation ne répondait pas aux normes municipales en termes de structure et autres aspects.
De nombreux problèmes sont survenus lors de la session. Le producteur Maki Tsuchida, qui figurait parmi les juges finaux, est décédé subitement au Kuriyama Onsen Hotel Paradise Hills aux premières heures du 25 décembre, et l'information est tenue secrète. Les sous-titres ne seront pas ajoutés aux films étrangers. Des problèmes surviennent concernant l'aide aux frais d'hébergement, le non-paiement des commandes d'illustrations, etc. De plus, des lacunes dans la gestion financière et les opérations ont été révélées.

## Principaux films récompensés

### 1990
- Grand Prix : Le Passeur, de Nils Gaup
- Prix spécial du jury : Spirits of the Air, Gremlins of the Clouds d'Alex Proyas

### 1991
- Prix de la critique : Miller's Crossing, de Joel et Ethan Coen

### 1992
- Prix de la critique : Tetsuo II: Body Hammer, de Shinya Tsukamoto

### 1993
- Grand prix : Les Enfants de la nature, de Friðrik Þór Friðriksson
- Prix de la critique : Reservoir Dogs, de Quentin Tarantino

### 1994
- Grand prix : Killing Zoe, de Roger Avary
- Prix spécial du jury : C'est arrivé près de chez vous, de Rémy Belvaux, André Bonzel et Benoît Poelvoorde

### 1995
- Grand prix : Tombés du ciel, de Philippe Lioret

### 1998
- Grand prix : Bernie, d'Albert Dupontel

### 1999
- Grand prix : Bandits, de Katja von Garnier

### 2000
- Prix de la critique : Jin-Roh, la brigade des loups, de Hiroyuki Okiura

### 2001
- Grand prix : Un été pour tout vivre, de Suri Krishnamma

### 2002
- Grand prix : My Sassy Girl, de Kwak Jae-yong

### 2003
- Grand prix : Battlefield Stadium, de Yudai Yamaguchi

### 2004
- Prix spécial du jury : Robot Stories, de Greg Pak

### 2005
- Prix spécial du jury : Innocence, de Lucile Hadžihalilović
- Prix de la critique : The Neighbour No. 13, de Yasuo Inoue

### 2006
- Prix de la critique : Citizen Dog de Wisit Sasanatieng

### 2007
Le festival est annulé.

### 2008
- Grand Prix : A Woman Who Is Beating the Earth de Tsuki Inoue
- Prix spécial de jury : Coming with My Brother de Kouta Yoshida

### 2009
- Grand Prix : 8000 Miles de Yū Irie
- Prix spécial de jury : Big Gun de Ōhata Hajime

### 2010
- Grand Prix : Hot as Hell: The Deadbeat March de Yōsuke Okuda
- Prix spécial de jury : Footed Tadpoles de Tomoya Maeno

### 2011
- Grand Prix : Invasion of Alien Bikini de Oh Young-Doo
- Prix spécial de jury : Pink Subaru de Kazuya Ogawa

### 2012
- Grand Prix : Osaka Violence de Takahiro Ishihara
- Prix spécial de jury : The Brat! de Taichi Suzuki
- Meilleure actrice : Nahana pour Toilet and Women
- Meilleur acteur : Hiroki Konno pour The Brat!
- Prix du public : Ultraman Saga de Hideki Oka

### 2013
- Grand Prix : There Is Light de Yukihiro Toda
- Prix spécial de jury : A Case of Eggs de Yuri Kanchiku

### 2014
- Grand Prix : The Pinkie de Lisa Takeba
- Prix spécial de jury : Gun Woman de Mitsutake Kurando

### 2015
- Grand Prix : Makeup Room de Kei Morikawa
- Prix spécial de jury : The Limit of Sleeping Beauty de Ninomiya Ken